# Gnome et Rhône
La Société des Moteurs Gnome et Rhône va ser una empresa francesa fabricant de motors aeronàutics. Va ser el resultat de la fusió, el 1914, de l'empresa Gnome, amb el seu principal competidor, l'empresa Le Rhône. Durant la Primera Guerra Mundial va produir 25.000 unitats dels seus motors rotatoris, més 75.000 sota llicència..
En el període d'entreguerres van començar una sèrie de nous dissenys basada en el Bristol Júpiter que va evolucionar en el motor radiar Gnome-Rhône 14 àmpliament utilitzat durant la Segona Guerra Mundial. El 1949, l'empresa va ser nacionalitzada integrant-se a SNECMA, però la marca va continuar com a fabricant de bicicletes i motocicletes.

## Antecedents i Primera Guerra Mundial

### Gnome
El 1895, l'enginyer francès de 26 anys Louis Seguin va comprar una llicència per al motor de gas Gnom a la firma alemanya Motorenfabrik Oberursel. Venut sota la traducció francesa, el Gnome era un motor monocilíndric estacionari d'uns 4 CV (3 kW) que funcionava amb querosè destinat a ser utilitzat en aplicacions industrials. El Gnome utilitzava un sistema de vàlvula amb una sola vàlvula d'escapament accionada amb vareta i una vàlvula d'admissió "oculta" situada a la culata.
El 6 de juny de 1905, Louis Seguin i el seu germà Laurent van formar la Société Des Moteurs Gnome per produir motors d'automòbil. Aviat van començar a desenvolupar un dels primers motors d'avió dissenyats per aquest propòsit, combinant diversos cilindres Gnome en un motor rotatiu.

### Le Rhône
Un altre enginyer francès, Louis Verdet, va dissenyar el seu propi petit motor rotatiu el 1910, que no va tenir gaire ús. El 1912 va dissenyar un nou model de 7 cilindres, el 7C. Aquest model va resultar molt més popular i aquell mateix any va formar la Société des Moteurs Le Rhône. La seva capacitat industrial esdevé insuficient i empeny Louis Verdet a apropar-se a Gnome; les oficines de disseny es fusionen el 17 de juny de 1914.

### Gnome et Rhône
El 12 de gener de 1915, la companyia Gnome va absorbir la companyia Le Rhône per formar la "Société des Moteurs Gnome et Rhône" que va produir 25.000 motors, més 75.000 sota llicència, durant la Primera Guerra Mundial.

## Període d'entreguerres
El 1921, la companyia va comprar la llicència del motor Bristol Jupiter. Sobre aquesta base dissenya nous motors com la sèrie K que va ser un dels grans èxits entre les dues guerres mundials: el 5K "Titan" de 5 cilindres i 260 CV, el 7K "Titan Major" de 7 cilindres i 370 CV, el 9K "Mistral" 9 cilindres de 550 CV. Seguiran motors de doble estrella, el 14K "Mistral Major" de 625 CV el 1929, que arribarà a 1.025 CV amb compressor,el 1933. El 1936, la sèrie 14K va ser substituïda per la Gnome-Rhône 14N amb 1.100 CV 

## Segona Guerra Mundial
Amb l'ocupació de França, els alemanys obliguen a produir el motor BMW 801 per a la Luftwaffe. Paral·lelament la producció dels motors Gnome-Rhône 14N serveix per equipar els avions Henschel Hs 129B, Gotha Go 244B, and Messerschmitt Me 323.
El 1945, el govern francès nacionalitza l'empresa i l'integra dins la Société Nationale d'Etude et de Construction de Moteurs d'Aviation (SNECMA)

## Motocicletes i bicicletes

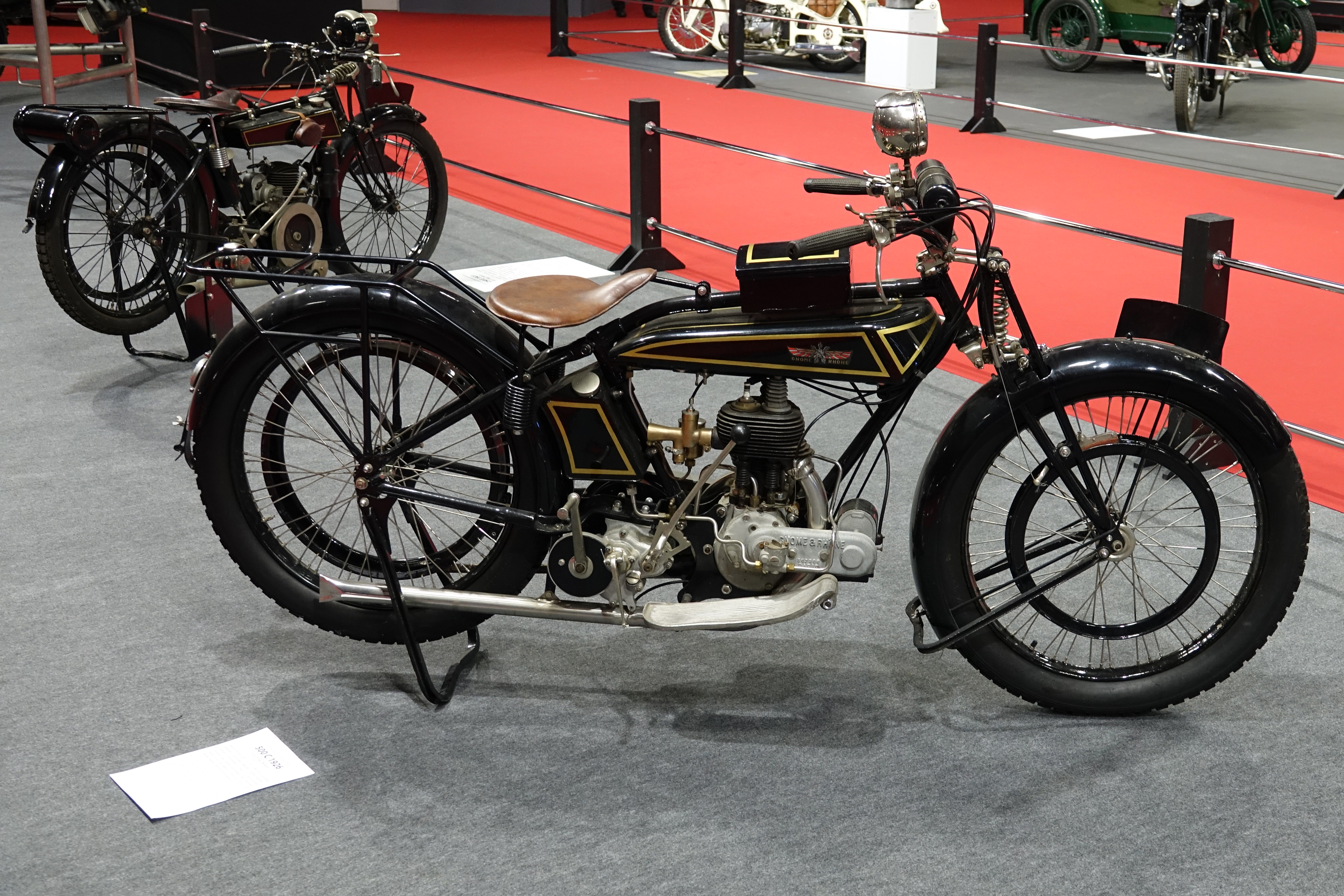
Una Gnome et Rhône 500cc de 1926

A partir de 1920, Gnome et Rhône va diversificar el negoci produint motocicletes i bicicletes. Primer construint models d'ABC Motorcycles sota llicència, que van produir fins al 1924. Posteriorment, la companyia va iniciar els seus propis dissenys de motocicletes, produint màquines monocilíndriques i bicilindriques fins al 1959. Durant l'ocupació alemanya i fins a mitjans dels anys 50 també produeix bicicletes.